# Hornbæk Sø
Hornbæk Sø er en fredet sø beliggende i centrum af Hornbæk i Helsingør Kommune. Den dækker et areal på 11,8 hektar, hvor den i begyndelsen af det 19. århundrede var næsten dobbelt så stor.
I 1941 købte Hornbæk Vandværk søen af familien Tholstrup, og den blev samme år fredet. Det dybeste sted på 3,6 meter findes ved vandværket i søens nordlige ende. Gennemsnitsdybden er 1,8 meter. 